# Nancagua
Nancagua este un oraș și comună din provincia Colchagua, regiunea O'Higgins, Chile, cu o populație de 15.409 locuitori (2012) și o suprafață de 111,3 km2.